# 纳尔日
纳尔日（法語：Nargis，法語發音：[naʁʒi]）是法國中部盧瓦雷省的一個市镇，属于蒙塔日区。

## 地理
纳尔日（48°6'39"N, 2°45'24"E）面积22.27 平方千米，位于法国中央-卢瓦尔河谷大区卢瓦雷省，该省份为法国中北部省份，北起埃松省，西北接厄尔-卢瓦省，西南接卢瓦-谢尔省，南至涅夫勒省和谢尔省，东临约讷省，东北接塞纳-马恩省。
与纳尔日接壤的市镇（或旧市镇、城区）包括：多尔迪沃、卢万河畔丰特奈、日罗勒、普雷方丹、朗东堡。
纳尔日的时区为UTC+01:00、UTC+02:00（夏令时）。

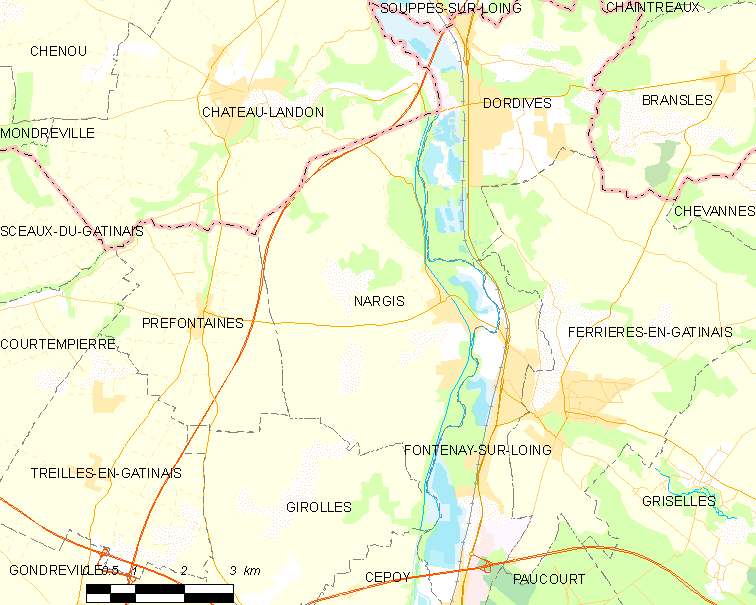
纳尔日的OSM定位图

## 行政
纳尔日的邮政编码为45210，INSEE市镇编码为45222。

## 政治
纳尔日所属的省级选区为库特奈县。

## 人口

1962-2008年间纳尔日人口变化图示

纳尔日于2022年1月1日时的人口数量为1441人。